# Sophie Thornhill
Sophie Thornhill, MBE (* 9. Februar 1996 in Poynton) ist eine ehemalige britische Bahnradsportlerin und vierfache Weltmeisterin. Sie startete in der Paracycling-Klasse B.

## Sportliche Laufbahn
Sophie Thornhill hat eine Sehbehinderung aufgrund von Albinismus. Bei Bahnradsport-Disziplinen startet sie deshalb auf einem Tandem mit einer sehenden Pilotin. Ihren ersten großen Erfolg verbuchte die Sportlerin gemeinsam mit Rachel James, einer älteren Schwester der Bahn-Weltmeisterin Rebecca James, beim Newport International Paracycling Cup.
2014 hatte Thornhill bei den Bahnweltmeisterschaften ihr WM-Debüt. Sie errang gemeinsam mit Rachel James zwei Goldmedaillen, im Zeitfahren sowie im Sprint. Dabei stellten sie in der Qualifikation mit 10,854 Sekunden einen neuen Weltrekord über 200 Meter bei fliegendem Start auf. Im Jahr darauf errang sie bei den Weltmeisterschaften gemeinsam mit Helen Scott zweimal Gold, im Sprint sowie im Zeitfahren, ebenso bei den Commonwealth Games im selben Jahr in Glasgow. Bei den UCI-Paracycling-Bahnweltmeisterschaften 2015 errang sie die beiden WM-Titel gemeinsam mit Scott erneut. 2016 errang sie mit Scott in diesen beiden Disziplinen jeweils Silber.
2016 errangen Sophie Thornhill und Helen Scott bei den Paralympics in Rio de Janeiro die Goldmedaille im 1000-Meter-Zeitfahren sowie eine bronzene in der Einerverfolgung. 2017 (mit Corrine Hall) sowie 2018 (mit Scott) wurde sie jeweils Doppelweltmeisterin. 2019 und 2020 konnte sie diesen Doppelerfolg mit Helen Scott wiederholen. Anschließend trat sie vom aktiven Radsport zurück.